# Sarah Hopkins Bradford
Sarah Hopkins Bradford (Mount Morris, 20 agosto 1818 – Rochester, 25 giugno 1912) è stata una scrittrice e storica statunitense.
Benché sia conosciuta principalmente per le sue due biografie su Harriet Tubman, la maggioranza delle sue opere letterarie riguardano la letteratura per l'infanzia.

## Biografia

### Infanzia e famiglia
Sarah Elizabeth Hopkins nacaque il 20 agosto 1818 a Mount Morris, New York, la più giovane di sette figli dell'Onorevole Samuel Miles Hopkins (1772-1837) e di Sarah Elizabeth Rogers (1778-1866). Suo padre era un laureato della Università di Yale, avvocato e giudice, prestò servizio come membro del Congresso del Partito Federalista (1813-1815), membro dell'Assemblea dello Stato di New York (1820-1821) e membro del Senato dello Stato di New York (1822). Il 15 maggio 1839 sposò l'eminente avvocato di Albany, New York (in seguito giudice) John Melancthon Bradford Jr. (1813-1860). La coppia ebbe sei figli: Charles, William, Mary, John, Elizabeth e Louisa. I loro due figli maggiori furono uccisi durante la guerra civile americana. La loro figlia, Mary, (1844-1913) divenne in seguito una famosa scrittrice con il nome di Mary Bradford Crowninshield; suo marito, Arent Schuyler Crowninshield, era un ufficiale di marina che avanzò al grado di contrammiraglio e alla fine diresse l'Ufficio di navigazione.

### Letteratura per bambini
Bradford scrisse la sua prima opera pubblicata, Amy, the Glass-Blower's Daughter: A True Narrative nel 1847. Poi scrisse la serie in sei volumi Silver Lake, pubblicata dal 1852 al 1854. Piuttosto che una serie formale che coinvolge personaggi collegati, questi sei libri sono ciascuna raccolte di poesia e prosa, inclusi molti racconti. Bradford ha scritto questi libri sotto lo pseudonimo di "Cousin Cicely". La maggior parte dei suoi primi scritti, fino alla fine degli anni '60 dell'Ottocento, erano rivolti al mercato dei bambini e pubblicò almeno altri sette libri per bambini, inclusi sia narrativa che storia. Ha scritto anche articoli pubblicati su riviste.
A seguito della morte di suo marito nel 1860, aprì un seminario per ragazze e giovani donne a Geneva, New York. Inoltre si trasferì in Europa, dove continuò a educare le sue figlie.

### Opere su Harriet Tubman
Nel 1869, quattro anni dopo la fine della guerra civile, Bradford scrisse il suo primo di due libri innovativi, Scenes in the Life of Harriet Tubman. Tubman fuggì dalla schiavitù e poi tornò per aiutare anche molti altri a fuggire; viaggiare negli Stati Uniti settentrionali e in Canada prima della guerra civile, utilizzando la Ferrovia sotterranea. Bradford ha scritto il libro, utilizzando ampie interviste con Tubman, per raccogliere fondi per il sostegno di Tubman. I due divennero amici.[2] È stata la prima biografia di Tubman di una certa profondità. Bradford è stata una delle prime scrittrici caucasiche ad occuparsi di argomenti afroamericani e il suo lavoro ha attirato fama mondiale, vendendo molto bene. Nel 1886, seguì nuovamente con un altro libro, Harriet Tubman, Moses of Her People, per sostenere ancora la Tubman. Entrambi i lavori sono stati pubblicati in molte edizioni e continuano a vendere bene all'inizio del 21° secolo.

### Vita adulta e morte
Bradford visse a Ginevra (New York), per stabilirsi in seguito a Rochester, New York, dove morì il 25 giugno 1912.

## Eredità
Bradford è stata una delle prime scrittrici americane a specializzarsi nella letteratura per bambini, precedendo scrittrici più note come Louisa May Alcott. Era una contemporanea di Harriet Beecher Stowe, il cui romanzo rivoluzionario La capanna dello zio Tom presentava anch'esso temi afroamericani, ma apparve circa 20 anni prima della prima biografia di Tubman di Bradford. Gran parte della letteratura per bambini di Bradford è ancora disponibile nei tempi moderni, online o tramite copie fotografate di volumi originali, ristampati da editori moderni. I suoi libri Tubman, che hanno ricevuto alcune critiche basate sulla mancanza di accuratezza nei metodi storici, rimangono popolari e sono stati pubblicati in una ventina di edizioni, a partire dal 2012.

## Opere

### Storia e biografie
- The History of Peter the Great, Czar of Russia, New York, D. Appleton & Co., 1858.
- The Story of Columbus: Simplified for the Young Folks, 1862.